# Clubiona kuanshanensis
Clubiona kuanshanensis là một loài nhện trong họ Clubionidae.
Loài này thuộc chi Clubiona. Clubiona kuanshanensis được Hirotsugu Ono miêu tả năm 1994.